# Автомагістраль А104 (Франція)
Автомагістраль A104 — це французька автотраса, що сполучає Гонесс (Валь-д'Уаз) і Коллеж'ян (Сена і Марна). Являє собою одну з ділянок Франсільєна, низки швидкісних доріг, що обходять Париж на відстані тридцяти-сорока кілометрів. У 2022 році Франсільєн була не закінчена. Відсутня частина на заході, яка з’єднує  А10 і район Понтуаз. Деякі з її ділянок також спільні з радіальними автострадами Паризької області.